# Burgstall Altneuhaus
Der Burgstall Altneuhaus ist eine abgegangene Spornburg auf einem Felsplateau auf 471 m ü. NN im Falkenberger Wald über dem Waldnaabtal bei dem Markt Falkenberg im Oberpfälzer Landkreis Tirschenreuth in Bayern. Der Burgstall ist als Bodendenkmal D-3-6139-0026 „Mittelalterlicher Burgstall "Altneuhaus"“ vom Bayerischen Landesamt für Denkmalpflege erfasst.

## Geschichte
Die Burg, mit der Burg Schwarzenschwall eine Nebenburg der Burg Falkenberg, wurde im 13. Jahrhundert von den Herren von Falkenberg erbaut. Im Jahr 1274 kam sie durch Heirat an die Herren von Leuchtenberg. Zwanzig Jahre später in 1294 wurde die Burg an das Klosters Waldsassen verkauft. Um etwa 1400 wurde sie aufgegeben und verfiel anschließend.

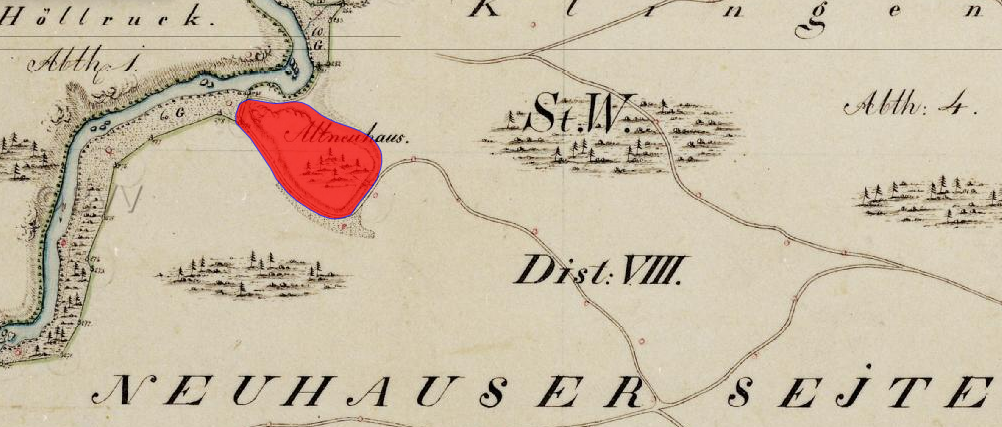
Lageplan des Burgstalls Altneuhaus auf dem Urkataster von Bayern

## Beschreibung
Von der ehemaligen Burganlage sind noch Grabenreste der Vor- und Hauptburg zu sehen. Grabungsfunde befinden sich im Heimatmuseum in Neuhaus.